# Мильнер, Рафаил Исаевич
Рафаил Исаевич Мильнер (1910—1979) — участник Великой Отечественной войны, заместитель по политической части командира 32-го гвардейского стрелкового полка 12-й гвардейской Пинской стрелковой дивизии 61-й армии Центрального фронта,
Герой Советского Союза, гвардии подполковник

## Биография
Родился в селе Монастырище (ныне посёлок городского типа Черкасской области), в семье рабочего. Еврей. Член ВКП(б)/КПСС с 1932 года. Окончил рабфак и коммунистический вуз. Находился на партийной и профсоюзной работе в Сталинграде.
В 1936 году призван в ряды Красной Армии. В 1941 году окончил Военно-политическую академию. В боях Великой Отечественной войны с июля 1941 года. Воевал на Центральном фронте.
С декабря 1941 года в должности комиссара полка, в январе 1942 года ставшего 32-м гвардейским стрелковым полком 12-й гвардейской стрелковой дивизии. В составе полка участвовал в обороне Москвы, в наступательных боях по разгрому немецкой группировки, пытавшейся взять Москву, в боях за освобождение Калуги, Болхова, Орла.
Особенно отличился при форсировании Днепра. В сентябре 1943 года 32-й гвардейский стрелковый полк в авангарде 61-й армии форсировал Днепр у местечка Любеч Черниговской области и в течение нескольких дней удерживал захваченный плацдарм.
6 октября 1943 года гвардии подполковник Р. И. Мильнер в боях на плацдарме в районе деревни Глушец Лоевского района Гомельской области в сложной обстановке заменил раненого командира полка. В течение нескольких дней полк расширил плацдарм, улучшил свои позиции и дал возможность частям дивизии переправиться через Днепр.
Указом Президиума Верховного Совета СССР «О присвоении звания Героя Советского Союза генералам, офицерскому, сержантскому и рядовому составу Красной Армии» от 15 января 1944 года за «образцовое выполнение боевых заданий командования на фронте борьбы с немецкими захватчиками и проявленными при этом отвагу и геройство» гвардии подполковнику Мильнеру Рафаилу Исаевичу присвоено звание Героя Советского Союза с вручением ордена Ленина и медали «Золотая Звезда» (№ 2807).
Летом 1944 года, после окончания курсов «Выстрел», был назначен командиром 37-го гвардейского стрелкового полка, который принимал участие в боях за освобождение Риги, Польши, вёл бои на территории Германии, на Штеттинском направлении, форсировал реку Одер.
После окончания Великой Отечественной войны продолжил службу в Группе советских войск в Германии. Позднее командовал частями в Киевском военном округе. С 1960 года полковник Р. И. Мильнер — в запасе.
Жил в Харькове. Был преподавателем в Харьковском институте общественного питания. Скончался 4 июля 1979 года. Похоронен на кладбище № 2 в Харькове.

## Награды
Награждён двумя орденами Красного Знамени, орденами Александра Невского, Отечественной войны 1-й и 2-й степени, двумя орденами Красной Звезды, медалями.